# Flatidae

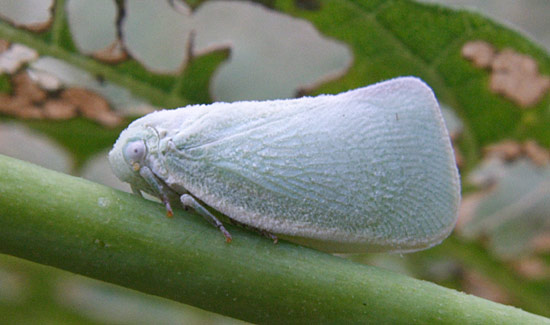

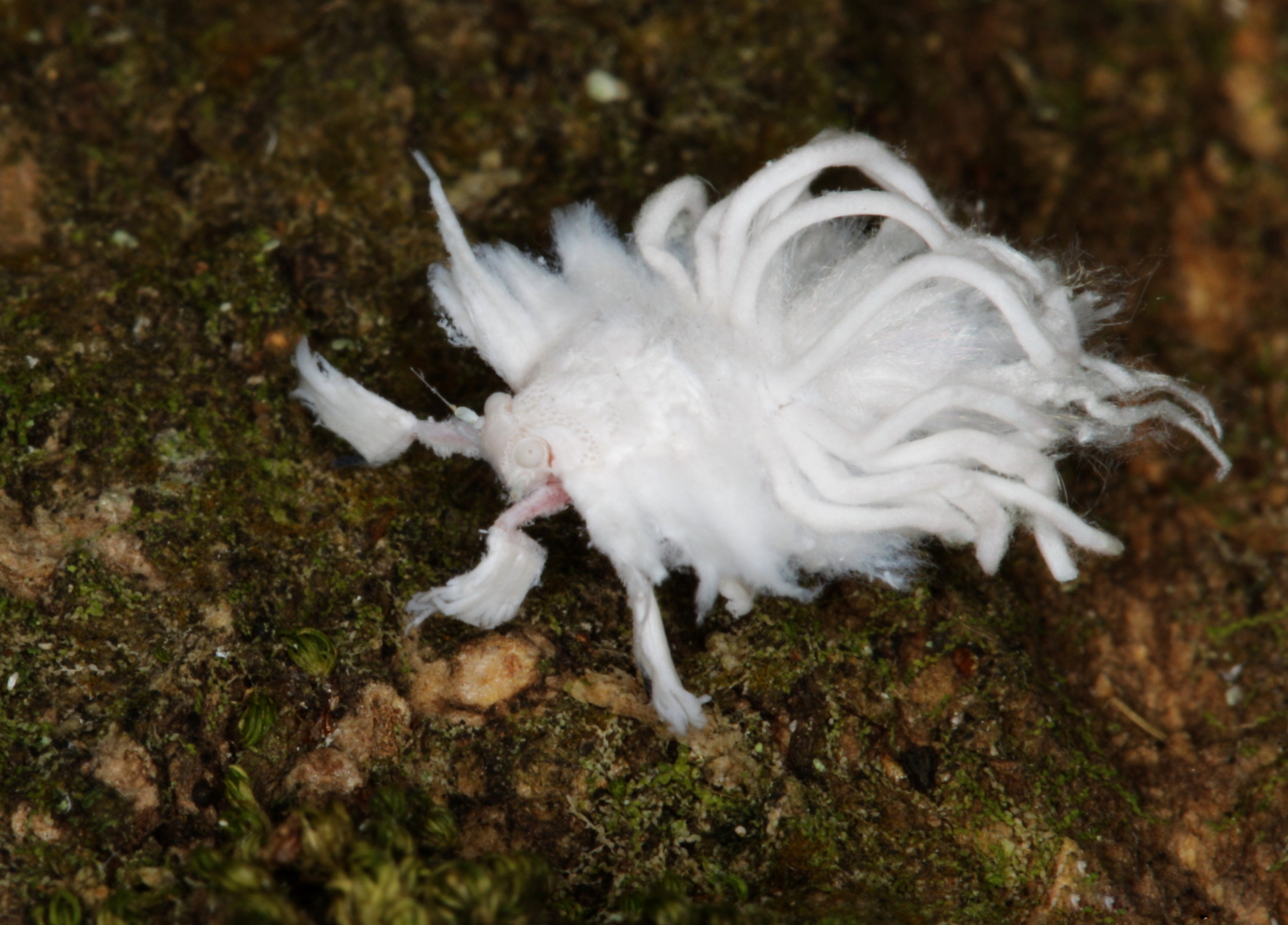
Нимфа

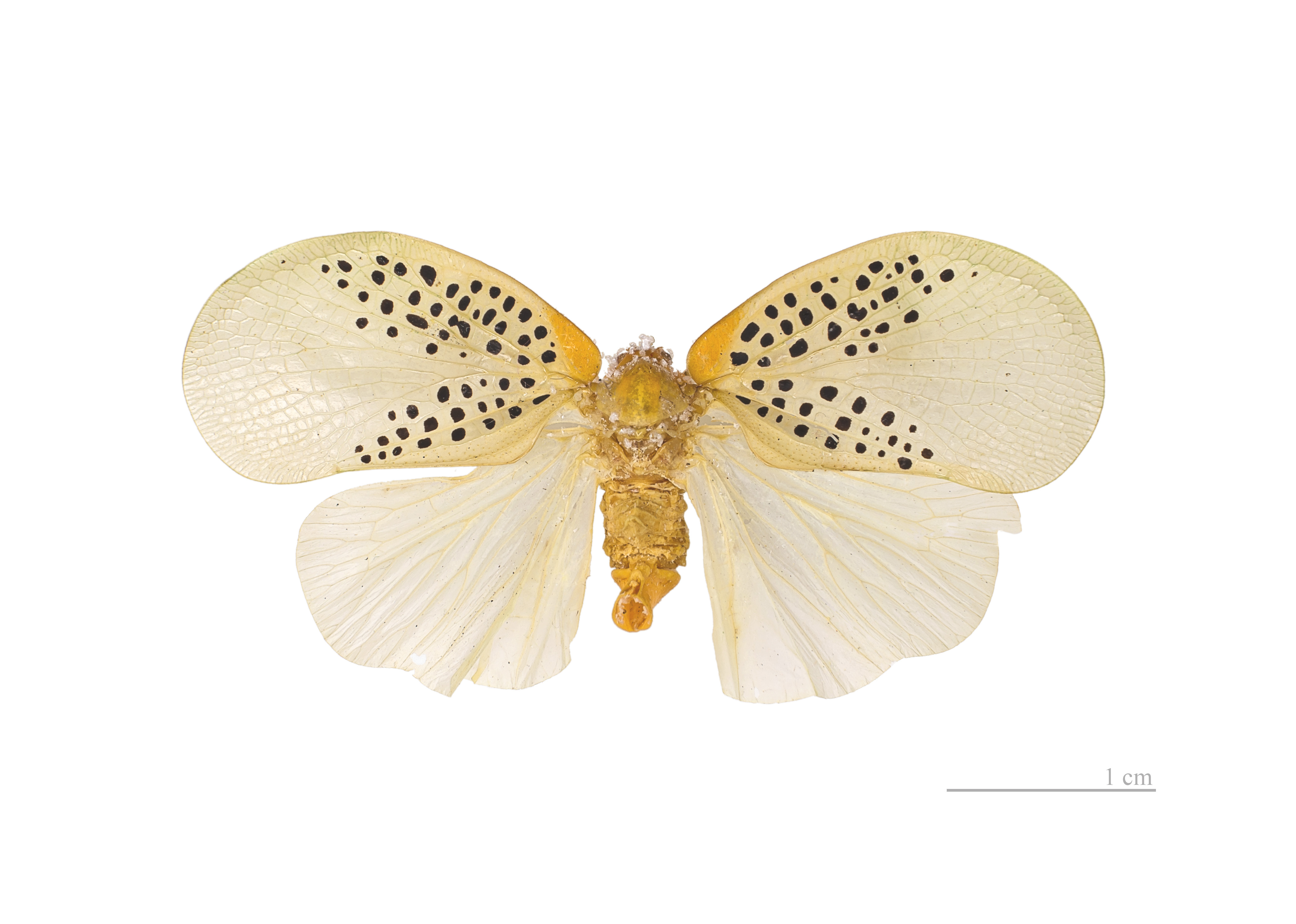
Poekilloptera phalaenoides

Flatidae (лат.) — семейство равнокрылых насекомых из надсемейства Fulgoroidea. Встречаются повсеместно, во всех зоогеографических областях мира.

## Описание
Среднего размера и мелкие насекомые. Длина тела от 4,5 до 32 мм. Около 20 видов Flatidae рассматриваются серьёзными вредителями экономически важных культур, таких как кофе, чай, какао, манго, цитрусовые, яблоня, вишня (Wilson and O’Brien 1986). В Европе опасным является вид Metcalfa pruinosa (Say, 1830), завезённый в Италию из США в 1973 году (Arzone et al. 1987).

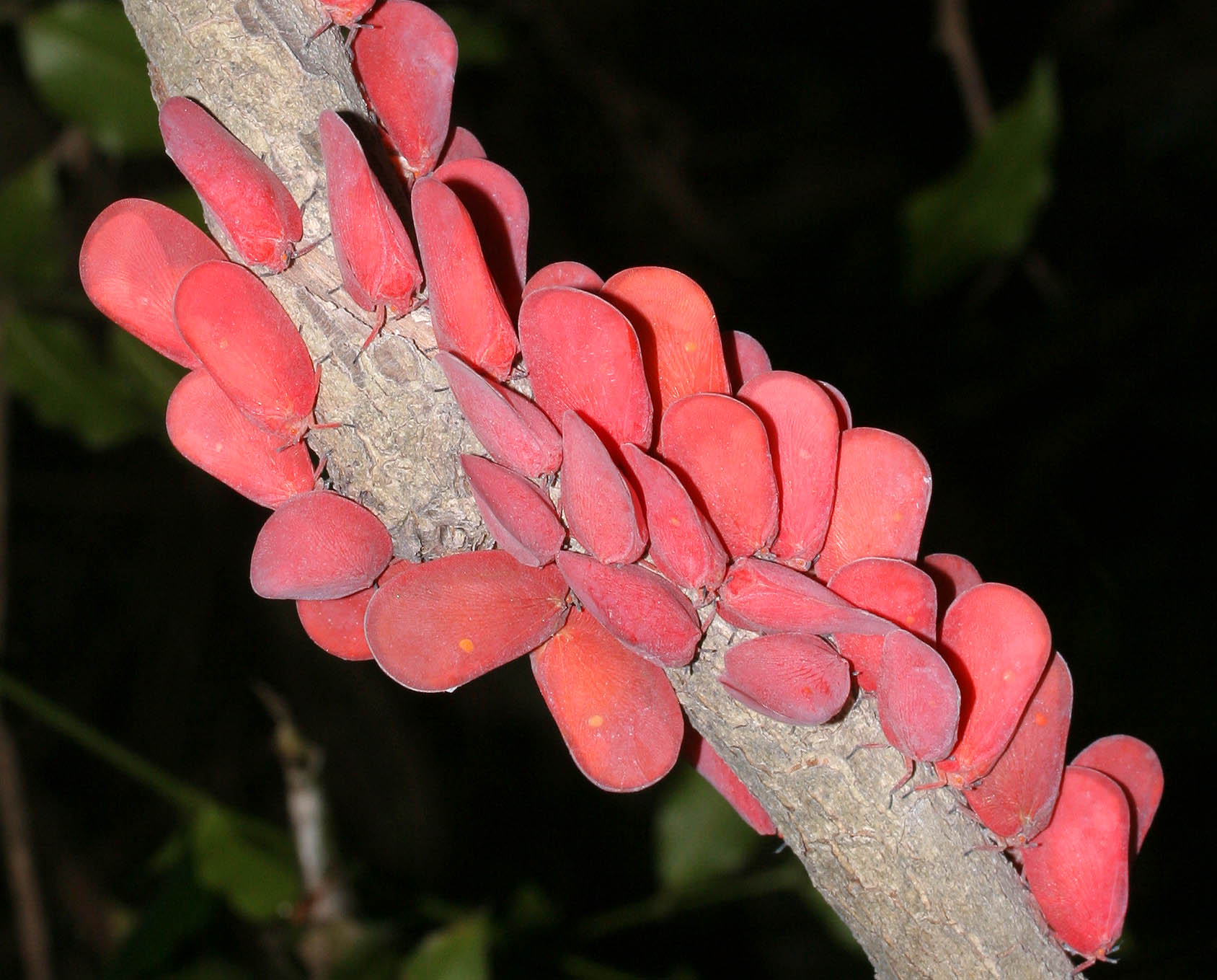
Phromnia rosea, Мадагаскар
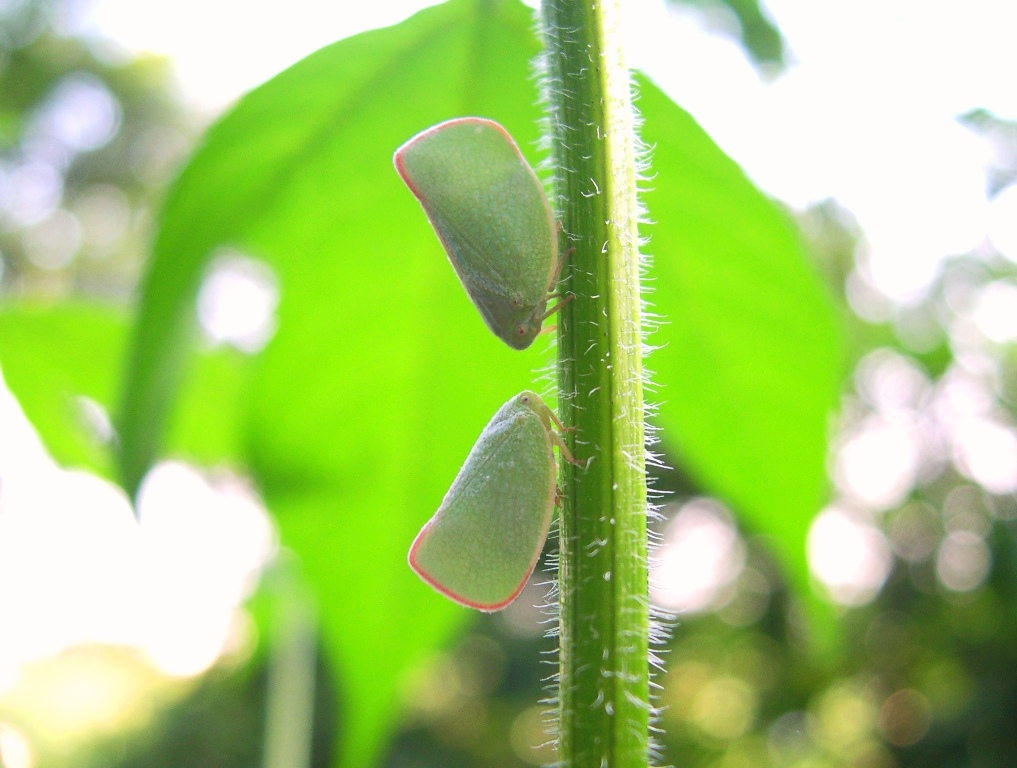
Geisha distinctissima
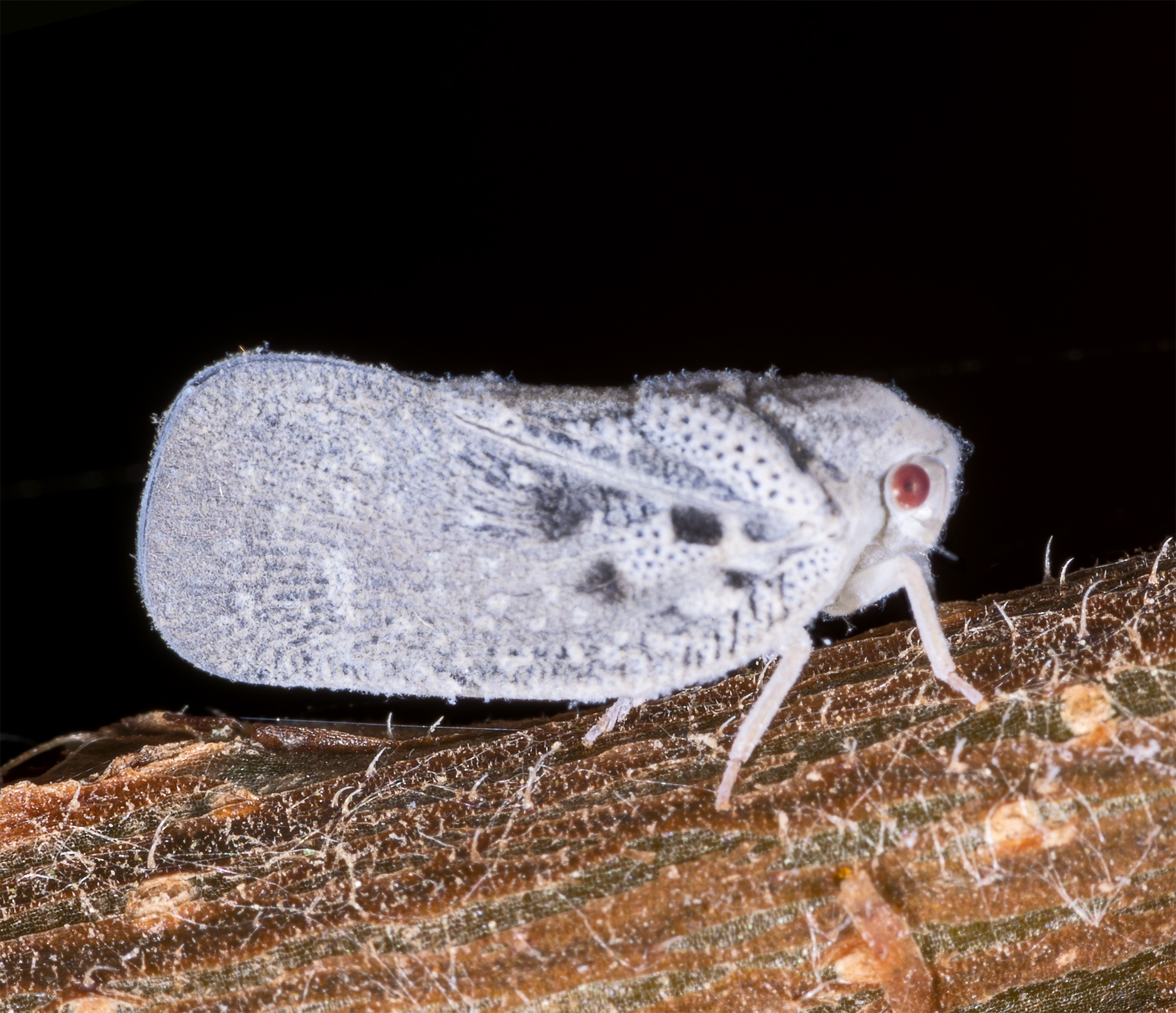
Metcalfa pruinosa
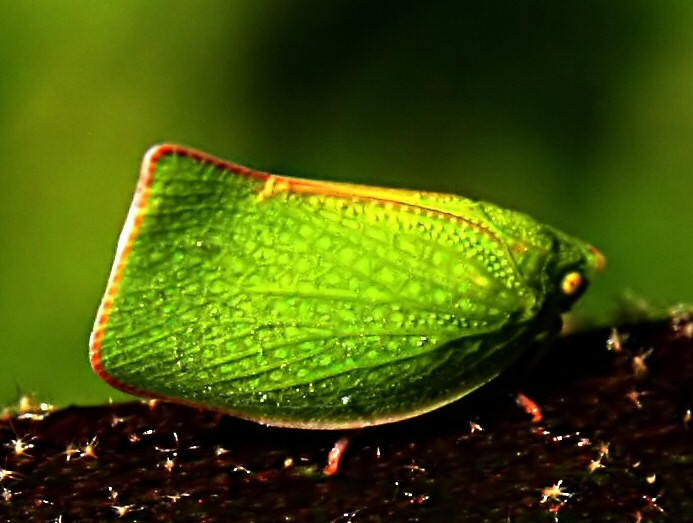
Siphanta acuta

## Классификация
Около 300 родов, 12 триб, 1446 видов.
- Flatinae
  - Flatini Distant, 1906
    - Anzora — Flata — Geraldtonia

  - Nephesini Distant, 1906
    - Acrophaea — Acutisha — Aflata — Brysora — Colgar — Colgaroides — Cromgar — Demina — Dworena — Euphanta — Euryphantia — Humgar — Karrama — Lesabes — Nephesa — Nivalios — Paradaksha — Sephena

  - Phantiini Melichar, 1923
    - Falcophantis — Mimophantia — Phantia — Phantiopsis

  - Phyllyphantini[4]
    - Amasha — Geisha[5] — Lasura — Neosalurnis — Phyllyphanta — Pulastya — Salurnis — Saurana — Umidena — Unnata

  - Selizini Distant, 1906
    - Anidora — Austrodascalia — Barsac — Cryptobarsac — Cyphopterum — Dascalina — Dascanga — Farona — Gomeda — Massila — Meulona — Paraflatoptera — Paragomeda — Paraketumala — Pseudoseliza — Satapa — Seliza — Talopsus — Zecheuna

  - Siphantini Melichar, 1923
    - Hypsiphanta — Parasiphanta — Siphanta

  - Другие
    - Erotana — Garanta — Ijagar — Neocromna — Neodaksha — Neosephena — Papuanella — Paradaksha — Paratella — Poekilloptera — Sephena — Shadaka — Talopsus — Taparella — Trisephena — Utakwana … …
- Flatoidinae
  - Atracis — Flatoides — Jamella — Malleja